# Gordon Murray
Gordon Murray (* 18. Juni 1946 in Durban) ist ein südafrikanischer Ingenieur und ehemaliger Rennwagen-Konstrukteur in der Formel 1.

## Karriere

### Der Weg nach England
Murray wuchs als Sohn eines Kfz-Mechanikers in Durban auf. Nach Schule und Militärdienst studierte er am Natal Technical College, der heutigen Technischen Universität Durban, Maschinenbau. Während des Studiums konstruierte, baute und fuhr Murray seine eigenen Rennwagen und Motoren.
Da Murray in Südafrika für seine Rennsportambitionen keine Zukunft sah, ging er in der Hoffnung auf einen Arbeitsplatz zu Lotus nach England. Dort brachte ihm allerdings eine zufällige Begegnung mit Ron Tauranac einen Job bei Brabham ein. Er war dort für drei Jahre an der Seite von Tauranac als Konstrukteur beschäftigt und als Bernie Ecclestone das Team übernahm, wurde Murray Assistent von Chef-Designer Ralph Bellamy. Ende 1972 beförderte ihn Ecclestone zum Technischen Leiter.

### Brabham

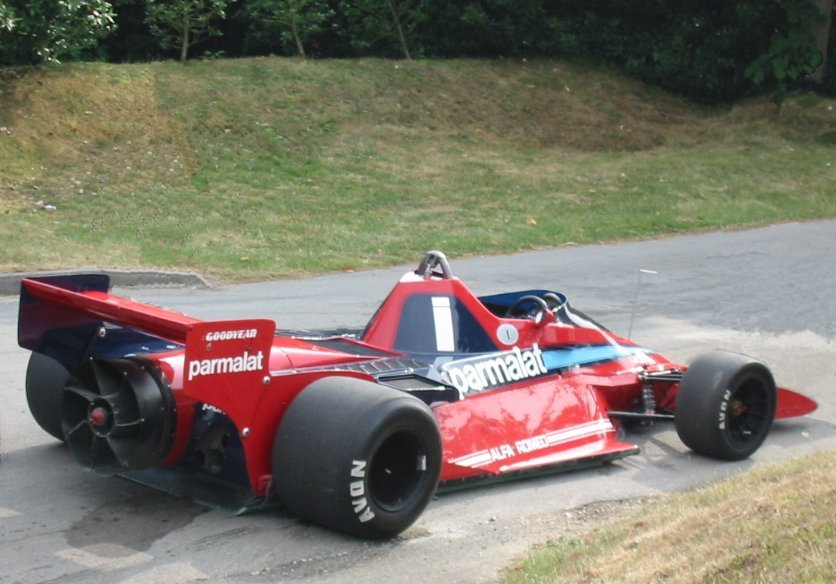
Brabham BT46B, der „Staubsauger“-Wagen

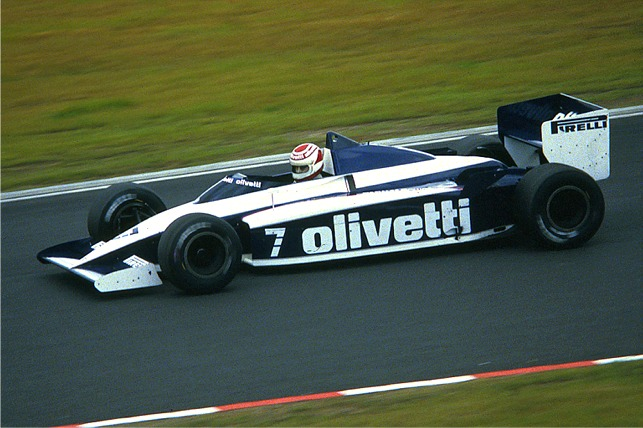
Nelson Piquet im Brabham-BMW BT 54 auf dem Nürburgring 1985

Der erste von Murray entwickelte Formel-1-Wagen war der Brabham BT42, der in der Saison 1973 von Carlos Reutemann und Wilson Fittipaldi gefahren wurde. Brabham belegte damit den vierten Platz der Konstrukteurswertung. Mit dem weiterentwickelten BT44 konnte Reutemann 1974 drei Rennen gewinnen. 1975, mit dem BT44B, gewannen Reutemann und Carlos Pace jeweils ein Rennen und holten den zweiten Platz der Konstrukteurs-WM. Murray wollte für 1976 einen flachen 12-Zylinder-Motor mit 180° Zylinderwinkel, um die Aerodynamik verbessern zu können. Ecclestone beauftragte Alfa Romeo mit dem Bau eines solchen Motors, der im BT45 zum Einsatz kam. Der Wagen funktionierte jedoch nicht wie gewünscht und Reutemann verließ das Team Mitte der Saison. Der überarbeitete Wagen für 1977 brachte eine Verbesserung, aber die Alfa-Motoren waren nicht zuverlässig.
1978 kam der BT46B zum Einsatz, der als „Staubsauger“-Wagen berühmt wurde. Ein großer Ventilator saugte die Luft unter dem Fahrzeug ab und erzeugte dadurch einen Unterdruck, der den Wagen auf die Fahrbahn presste. Niki Lauda gewann damit den Großen Preis von Schweden, der Wagen wurde jedoch kurz darauf von der FIA für illegal erklärt.
Als sich die Bodeneffekt-Wagen durchzusetzen begannen, brauchte Murray einen anders konstruierten Motor um den Fahrzeug-Unterboden aerodynamisch gestalten zu können. Alfa baute einen neuen V12, der im wenig erfolgreichen BT48 zum Einsatz kam. Murray baute daraufhin den BT49, der von einem Cosworth-Motor angetrieben wurde. Nelson Piquet konnte damit 1980 drei Rennen und 1981 die Weltmeisterschaft gewinnen.
Ab 1982 fuhr Brabham mit BMW-Turbomotoren. Piquet gewann im BT50 den Grand Prix von Kanada und 1983 im BT52 erneut den WM-Titel. In den folgenden Jahren konnten Murrays Wagen vereinzelte Rennen gewinnen, aber nicht mehr an die Erfolge von Anfang der 1980er anknüpfen. Für 1986 entwickelte Murray seinen letzten Brabham, den BT55 mit flach eingebautem BMW-Turbo, in dem Elio de Angelis bei Testfahrten tödlich verunglückte.

### McLaren

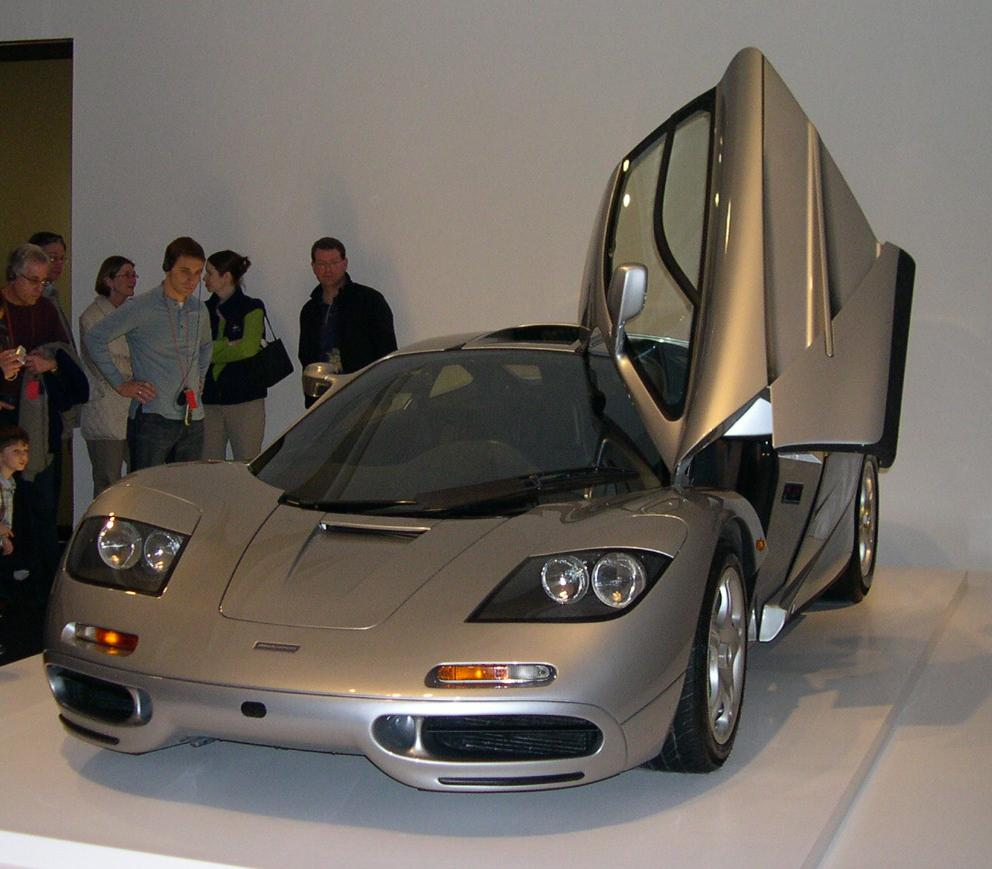
Der McLaren F1

Ende 1986 ging Murray zu McLaren. Der von Steve Nichols entwickelte McLaren-Honda MP4/4, der 1988 15 von 16 Rennen gewinnen konnte, basierte auf Murrays Konzept der extrem flachen Bauweise, die er schon beim Brabham BT55 verwirklicht hatte. Nach dieser Saison übernahm Neil Oatley die Entwicklungsabteilung und Murray wechselte auf einen Manager-Posten bei McLaren Automotive, wo er 1989 als Design-Chef den McLaren F1 entwickelte. Bei diesem Projekt arbeitete er wieder mit Paul Rosche zusammen, der bereits den BMW-Turbo für Brabham entwickelt hatte und jetzt für den im F1 eingesetzten 6,1-Liter-Motor verantwortlich war.

### Gordon Murray Design

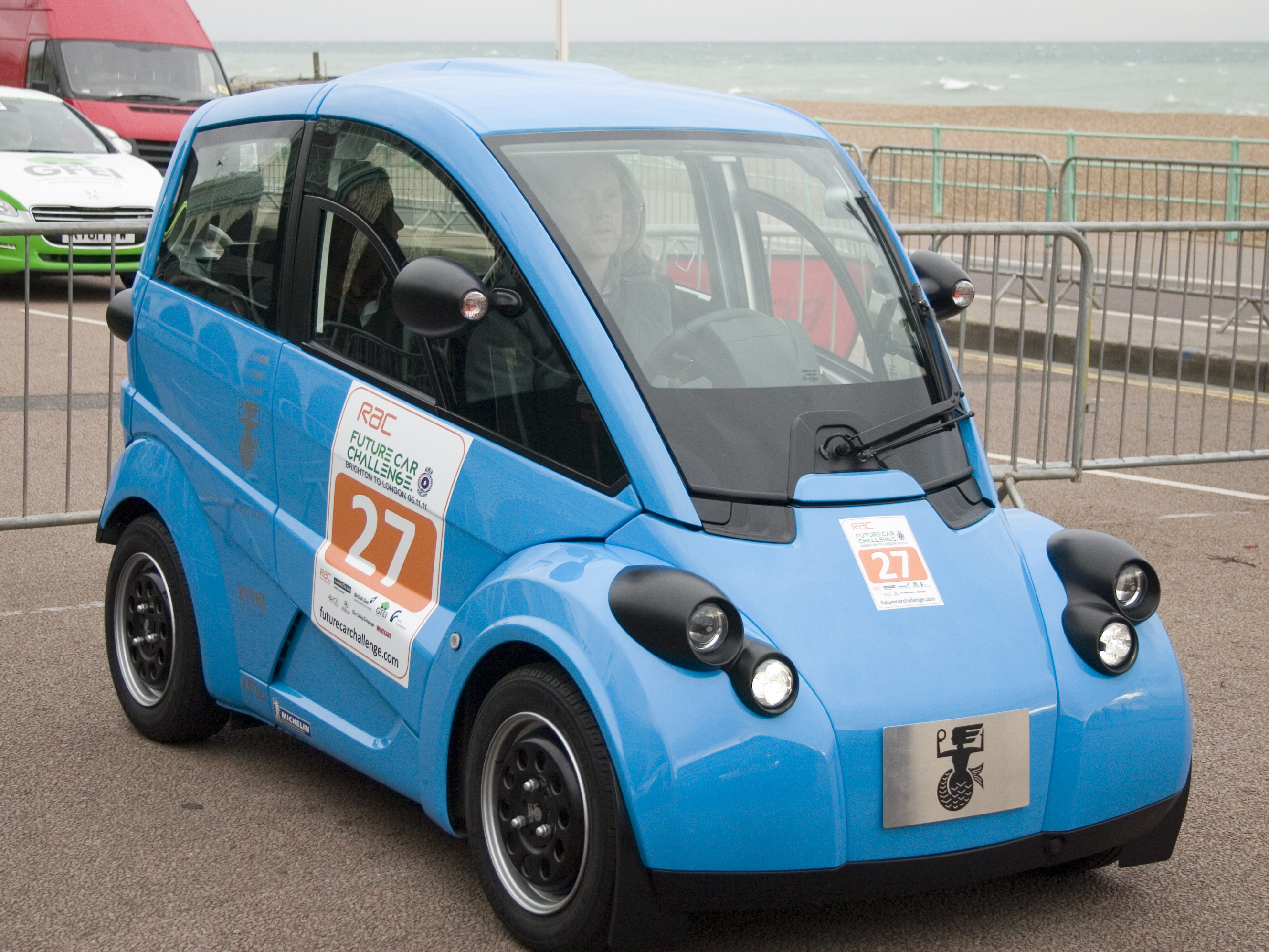
Gordon Murray Design T.27

Murray blieb bis Anfang 2005 bei McLaren und machte sich dann selbständig. Im Juli 2007 stellte er seine Pläne für ein neues Straßenfahrzeugkonzept der Öffentlichkeit vor, das er mit seinem Unternehmen Gordon Murray Design entwickelte. Der Wagen sollte klein, leicht, schadstoffarm und unkonventionell sein. Wie schon beim McLaren F1 sollte ein Schlüsselelement der Konstruktion ein besonders ausgefeiltes „Packaging“ sein. Nach Murrays Ansicht haben die Anordnung der Baugruppen und die Aufteilung der Grundfläche einen weitaus größeren Einfluss auf die Fähigkeiten eines Autos als technische Details. Das Fahrzeug namens T.25 wurde im Juni 2010 der Öffentlichkeit vorgestellt. Die elektrisch angetriebene Version des Fahrzeugs heißt T.27.

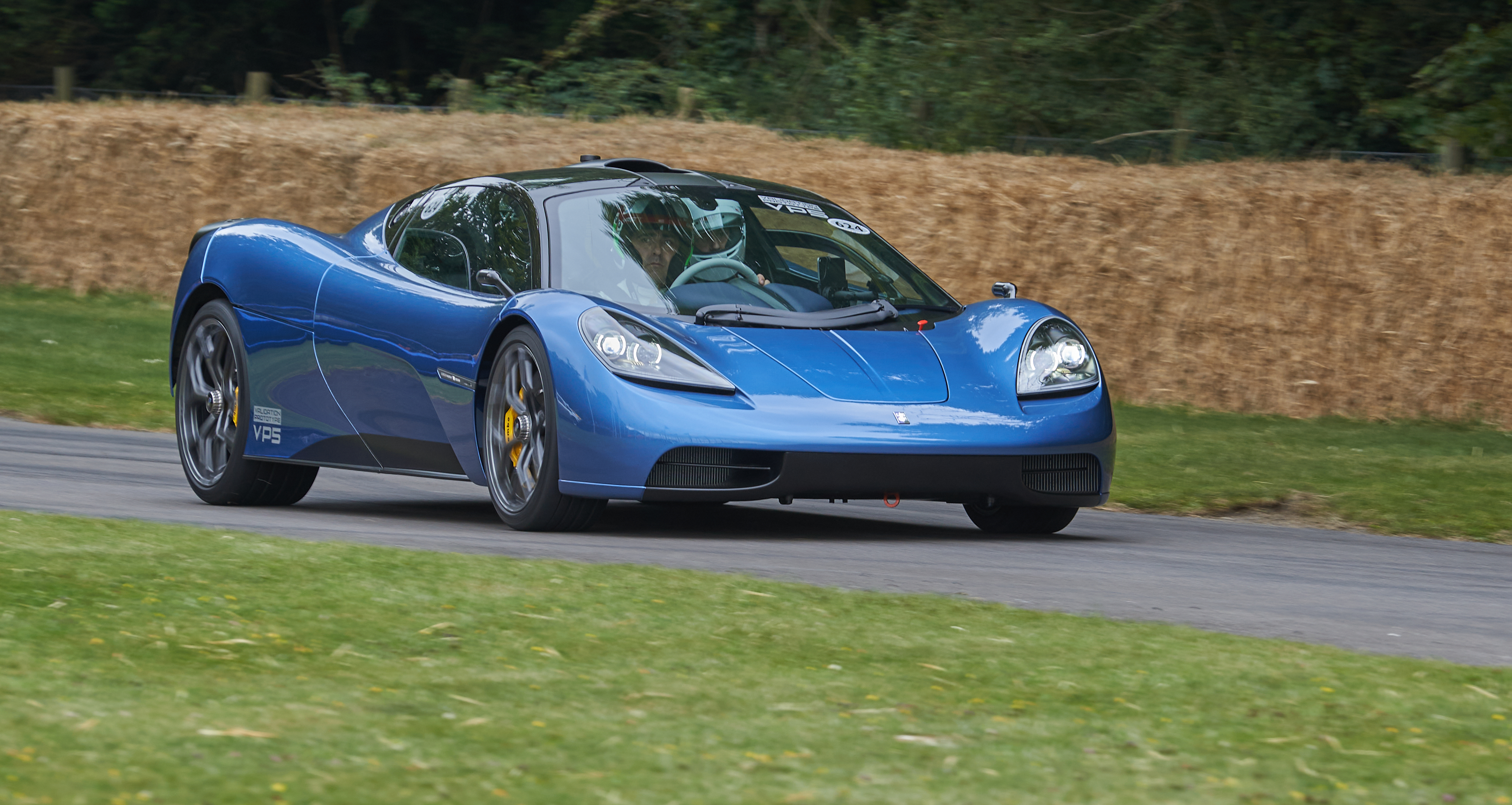
Gordon Murray Design T.50

Im August 2020 präsentierte das Unternehmen mit dem T.50 einen Supersportwagen, der auch als „spiritueller Nachfolger“ des McLaren F1 bezeichnet wird. Die Serienproduktion des auf 100 Exemplare limitierten Fahrzeugs startete im März 2023. Angetrieben wird er von einem 488 kW (663 PS) bei 11.500/min starken Vierliter-V12-Ottomotor. Die maximale Drehzahl des Saugmotors soll bei 12.100/min liegen. Das maximale Drehmoment von 467 Nm wird bei 9.000/min erreicht, 71 % davon bei 2.500/min.
Der T.33 ist ein weiterer Sportwagen, der unterhalb des T.50 positioniert ist. Er wurde im Januar 2022 als Coupé vorgestellt und ist in dieser Ausführung ebenfalls auf 100 Exemplare limitiert. Den Antrieb übernimmt ein 452 kW (615 PS) starker Vierliter-V12-Ottomotor. Die maximale Drehzahl wird mit 11.100/min angegeben. Das maximale Drehmoment von 451 Nm wird bei 9.000/min erreicht, 75 % davon bei 2.500/min. Die Auslieferungen sollen Anfang 2024 starten. Im April 2023 debütierte der T.33 als Spider. Auch von dieser Variante sollen 100 Fahrzeuge entstehen.
Mit dem S1 LM wurde im August 2025 ein Sportwagen vorgestellt, der an den McLaren F1 GTR erinnern soll. Er basiert auf dem T.50, der Motor hat aber 4,3 Liter Hubraum und über 690 PS. Fünf Exemplare sollen gebaut werden.
Ebenfalls im August 2025 gezeigt wurde der Le Mans GTR, der den Antrieb des T.50 nutzt. Von ihm sollen 24 Modelle entstehen.